# Şebnem Paker
Şebnem Paker (Istanbul, 20 luglio 1977) è una cantante turca.
Ha rappresentato il suo paese all'Eurovision Song Contest due volte.
All'Eurovision Song Contest 1996 si è classificata dodicesima con la canzone "Beşinci mevsim" ("La quinta stagione") mentre all'Eurovision Song Contest 1997 partecipa arrivando terza con 121 punti con "Dinle" ("Ascolta") cantata assieme al Grup Etnik. L'anno successivo ha partecipato alla selezione turca per l'Eurofestival con "Çal".

## Album
- Dinle (1997)